# Matej Palčič
Matej Palčič (ur. 21 czerwca 1993 w Koprze) – słoweński piłkarz grający na pozycji prawego obrońcy lub prawego pomocnika występujący w słoweńskim klubie FC Koper.

## Życiorys

### Kariera klubowa
W czasach juniorskich trenował w klubach NK Jadran i FC Koper. W 2011 roku został piłkarzem seniorskiego zespołu tego ostatniego. W rozgrywkach Prvej slovenskiej nogometnej ligi zadebiutował 6 kwietnia 2011 w wygranym 3:0 meczu z NK Celje.
1 stycznia 2016 odszedł do NK Maribor. Występował w nim przez nieco ponad dwa lata. W jego barwach rozegrał w sumie 34 mecze w oficjalnych rozgrywkach. Wraz z nim świętował zdobycie mistrzostwa kraju w sezonie 2016/2017.
23 stycznia 2018 podpisał kontrakt z Wisłą Kraków. W tym celu zrezygnował z testów w greckim AE Larisa.

### Kariera reprezentacyjna
W reprezentacji Słowenii zadebiutował 10 czerwca 2017 w wygranym 2:0 meczu z Maltą. Na boisko wszedł w 89. minucie spotkania, zmieniając Nejca Skubica.

### Statystyki klubowe
(aktualne na dzień 25 marca 2022)
| Klub               | Sezon              | Liga               | Liga  | Liga   | Puchar kraju | Puchar kraju | Kontynentalne | Kontynentalne | Suma  | Suma   |
| Klub               | Sezon              | Poziom             | Mecze | Bramki | Mecze        | Bramki       | Mecze         | Bramki        | Mecze | Bramki |
| ------------------ | ------------------ | ------------------ | ----- | ------ | ------------ | ------------ | ------------- | ------------- | ----- | ------ |
| FC Koper           | 2010/2011          | 1. SNL             | 2     | 0      | 0            | 0            | –             | –             | 2     | 0      |
| FC Koper           | 2011/2012          | 1. SNL             | 17    | 0      | 0            | 0            | 0             | 0             | 17    | 0      |
| FC Koper           | 2012/2013          | 1. SNL             | 25    | 0      | 4            | 0            | –             | –             | 28    | 0      |
| FC Koper           | 2013/2014          | 1. SNL             | 30    | 7      | 1            | 0            | –             | –             | 30    | 7      |
| FC Koper           | 2014/2015          | 1. SNL             | 17    | 0      | 4            | 0            | 4             | 2             | 25    | 2      |
| FC Koper           | 2015/2016          | 1. SNL             | 4     | 1      | 0            | 0            | 4             | 2             | 8     | 3      |
| FC Koper           | Łącznie            | Łącznie            | 95    | 8      | 9            | 0            | 8             | 4             | 112   | 12     |
| NK Maribor         | 2016/2017          | 1. SNL             | 17    | 0      | 4            | 0            | 0             | 0             | 21    | 0      |
| NK Maribor         | 2017/2018          | 1. SNL             | 7     | 0      | 2            | 0            | 4             | 0             | 13    | 0      |
| NK Maribor         | Łącznie            | Łącznie            | 24    | 0      | 6            | 0            | 4             | 0             | 34    | 0      |
| Wisła Kraków       | 2017/2018          | Ekstraklasa        | 8     | 0      | 0            | 0            | –             | –             | 8     | 0      |
| Wisła Kraków       | 2018/2019          | Ekstraklasa        | 12    | 2      | 0            | 0            | –             | –             | 12    | 2      |
| Wisła Kraków       | Łącznie            | Łącznie            | 20    | 2      | 0            | 0            | 0             | 0             | 20    | 2      |
| Sheriff Tyraspol   | 2019               | Divizia Națională  | 2     | 0      | 0            | 0            | 0             | 0             | 2     | 0      |
| FC Koper           | 2020/2021          | 1. SNL             | 29    | 3      | 3            | 0            | –             | –             | 32    | 3      |
| FC Koper           | 2021/2022          | 1. SNL             | 26    | 0      | 2            | 1            | –             | –             | 28    | 1      |
| FC Koper           | Łącznie            | Łącznie            | 55    | 3      | 5            | 1            | 0             | 0             | 60    | 4      |
| Łącznie w karierze | Łącznie w karierze | Łącznie w karierze | 196   | 13     | 15           | 0            | 12            | 4             | 168   | 14     |

## Sukcesy

### Klubowe
FC Koper
- Wicemistrz Słowenii: 2013/2014
- Zdobywca Pucharu Słowenii: 2014/2015

NK Maribor
- Mistrz Słowenii: 2016/2017

Sheriff Tyraspol
- Mistrz Mołdawii: 2019